# Grad Rinek
Grad Rinek (nemško Schloss Reinegg) je bil srednjeveški grad, ki se je nahajal v skalni jami nad vzhodnim bregom rečice Krke na avstrijskem Koroškem.  Srednjeveški jamski grad je bil  konec 15. stoletja opuščen, in na mestu bližnjega dvora v dolini ob reki in pri mostu čez Krko zgrajen nov grad, ki pa je bil opuščen v drugi polovici 17. stoletja. Po mnenju nekaterih pa ime izvira iz poznejšega gradu na bregu (Rain) rečice Krke.

## Zgodovina
Kot grad se prvič omenja v listini krškega škofa Romana II. izdani jeseni 1176. V njej je omenjen rečni otok pod gradom Rinek (sub castro Rinecke). Med letoma 1139 in 1202 se je Baldwin z Ostrovice pred vojvodo odpovedal hubi pri stenah pri Rineku, ki jo je Ulrik z Labeka podaril Šentpavelskemu samostanu . Leta 1220 se po gradu imenuje vitez Albert Rineški. Konec 13. stoletja je grad, ki je bil bamberški fevd,  pridobil Giselbert iz Kühnburga od svojega nečaka Offa, in se zavezuje, da bo Bambergu plačal 80 oglejskih mark. 13.8.1309 je vojvoda Oton III. Koroški grad Rinek (Reinegg) podelil Ulriku Silberberškemu skupaj z dvorom pod gradom.  Leta 1338 pride grad v posest Šenkov z Ostrovice, ko ga odkupijo od Margarete vdove Ulrika Silberberškega.  Leta 1368 se je Ivan Šenk iz Ostrovice odpovedal polovici gradu Rinek v korist svojemu očetu Hermanu, leta 1393 je Sofija, vdova po Ofu Perneškem uveljavljala pravico do denarne odškodnine. Od drugih Rineških vitezov sta do leta 1482 znana Andrej Starejši in Andrej Mlajši. Naslednjega leta je cesar Friderik III. »grad in grajsko razvalino Rinek« podelil Leopoldu Ehrendorferju.
Iz opisa lastnine kot "gradu in Bürgstalla" je razvidno, da je grajska utrdba že bila opuščena, lastniki pa so preselili svoj sedež v dolino na dvor pri mostu. (Verjetno se je dvo in poznejši grad Rinek (Reinegg) nahajal na mestu današnjega gostišča neposredno pri mostu.  Grad in razvaline so po izumrtju Šenkov leta 1507 prešli na Ravbarje iz Gornjih Trušenj. Aleksander pl. Ravbar je leta 1629 grad in ruševine starega gradu prodal vitezu Grotta von Groteneggu, ki so se nadalje imenovali gospodje iz Rineka. Adam Seyfried von Grotteneg je Rinek zapustil svoji hčerki Franščški Klari preko katere je lastnik postal baron Žiga Welz. Kasneje je Rinek prišel v last družine Christallnigg.